# Comuna Malînivka, Ripkî
Malînivka (în ucraineană Малинівка) este o comună în raionul Ripkî, regiunea Cernihiv, Ucraina, formată din satele Dovhunî, Holubivka, Korobkî, Malînivka (reședința), Mankî și Pîșciîkî.

## Demografie
Componența lingvistică a comunei Malînivka
     Ucraineană (96,44%)
     Rusă (2,79%)
     Alte limbi (0,46%)
Conform recensământului din 2001, majoritatea populației comunei Malînivka era vorbitoare de ucraineană (96,44%), existând în minoritate și vorbitori de rusă (2,79%).